# Cinema Roxy
Das Cinema Roxy ist ein ehemaliges Kino im Zentrum der portugiesischen Hauptstadt Lissabon. Es wurde an der Avenida Almirante Reis in der Stadtgemeinde Arroios errichtet und am 11. Dezember 1930 unter dem Namen Lys eingeweiht. 
Eigentümer des Kinos war Abraão de Carvalho, der Gründer von Lisboa Filme. Unter seinem Manager Joaquim Pedro dos Santos erwarb sich das Kino mit seinen 553 Plätzen ein treues Publikum. Nach Umbauten wurde es am 26. Juni 1973 unter dem Namen Roxy wieder eröffnet, es erreichte aber nie mehr den Zulauf früherer Jahre. Anfang April 1988 wurde es geschlossen.